# Karl Ehlers

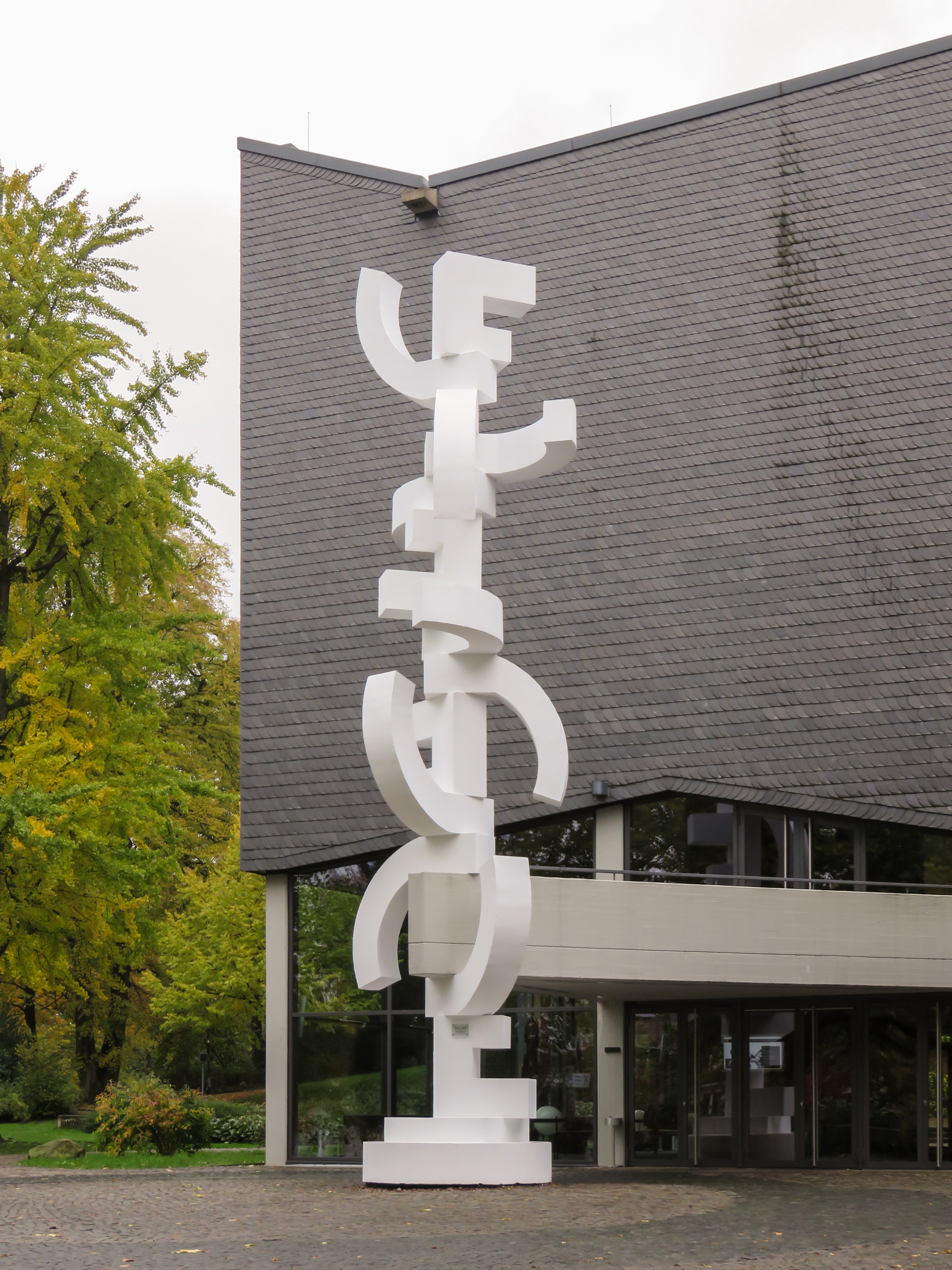
Monumentalskulptur „Stele“ am Konzerthaus der Hochschule für Musik Detmold, 1967

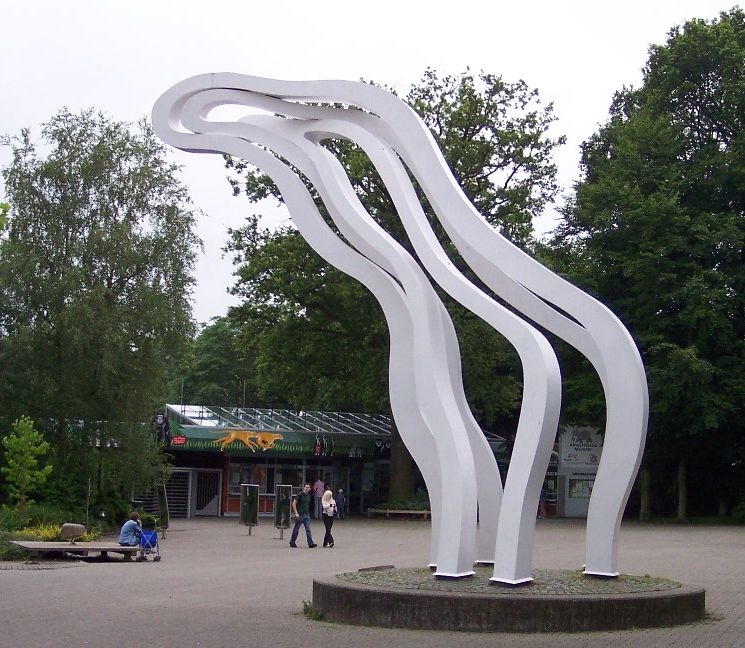
Skulptur „Ineinandergefügt“ (1972/1977), Allwetterzoo Münster

Karl Ehlers (* 16. März 1904 in Hollenbek; † 16. April 1973 in Detmold) war ein deutscher Bildhauer und Zeichner.

## Leben und Wirken
Mit etwa 10 Jahren zog seine Familie von Holstein nach Bottrop, wo er die Volksschule und das Jungengymnasium besuchte. Während seines Studiums an der Kunstakademie Düsseldorf von 1923 bis 1929 war er zwei Jahre lang Meisterschüler von Hubert Netzer.
Es folgte 1928 bis 1929 eine Zeit in einem Gastatelier an der Kunstakademie Istanbul  und später von 1930 bis 1936 eine als Lehrer an der gewerblichen Berufsschule in Duisburg-Hamborn. In dieser Zeit gab er freie Kunstkurse und baute eine Steinmetzklasse auf.
1937 erhielt er das Staatsstipendium „Vier Maler – Vier Bildhauer“ der Kunstakademie Kassel. Im gleichen Jahr wurden zwei seiner Werke aus der städtischen Kunstsammlung Duisburg als „Entartete Kunst“ beschlagnahmt.
Von 1940 bis 1948 war er Soldat und in sowjetischer Gefangenschaft. Nach der Rückkehr wohnte und arbeitete er zunächst in Detmold. 1965 bezog er ein Haus mit Atelier in Detmold-Hiddesen.
Von 1957 bis 1970 leitete er die Bildhauer-Klasse der Werkkunstschule Münster.
Er heiratete 1934 Erna Fleer. 1936 wurde die Tochter Rikarda geboren, 1937 Tochter Beate und 1943 Tochter Anke.
Ehlers starb 1973 in Detmold.

## Auszeichnungen und Würdigungen
- 1937: Stipendium „Vier Maler – Vier Bildhauer“ der Kunstakademie Kassel
- 1952: Diplom der Medaillenausstellung von Madrid
- 1952: Cornelius-Preis der Stadt Düsseldorf[1]
- 1954: Konrad-von-Soest-Preis
- 1960:Karl Ernst Osthaus-Preis der Stadt Hagen
- 1973: Einladung als Ehrengast in der Villa Massimo in Rom (die er nicht mehr wahrnehmen konnte)

In Detmold ist die Karl-Ehlers-Straße nach ihm benannt.
Sein künstlerischer Nachlass wird vom Landesverband Lippe verwahrt. Der Landesverband Lippe zeigt einige seiner Werke zusammen mit Werken des Bildhauers Heinrich Drake in einer Dauerausstellung im Schloss Brake.

## Werke (Auswahl)
- Mädchen mit Traube (1933). Bronze, wurde 1937 in Duisburg als entartete Kunst beschlagnahmt und im Jahr 2010 bei archäologischen Ausgrabungen im Bombenschutt wiederentdeckt.[3][4]
- Der Kämpfer (1933). Bronze, Kriegerdenkmal in Duisburg-Walsum, wurde ca. 1940 für die Kriegsproduktion eingeschmolzen.[5]
- Die Eule (1950). Eichenholz, Privatbesitz
- Der Froschkönig (ca. 1951). Bronze-Brunnenplastik vor der Ostlandschule in Espelkamp, (2011 gestohlen)[6]
- Großer Stehender (1957). V2A-Stahl, Salzetalklinik Bad Salzuflen
- Liegender (1966). Bronze, 156 × 220 cm. Standort: Kurpark Bad Oeynhausen, nahe Rosengarten, im November 2008 neu aufgestellt, Erstaufstellung 1966. Eigentum: Staatsbad Bad Oeynhausen. Vergrößerte Fassung einer 18 cm hohen Bronze aus 1957.[7]
- Thron (1961). Bronze, Marktplatz Detmold, ehedem Skulpturenpark des Lehmbruck-Museums
- Kapitelle (1962). Im karolingischen Westwerk der Klosterkirche Corvey
- Stele (1967). Skulptur aus Betonfertigteilen mit einer Gesamthöhe von 13,50 m am Konzerthaus der Hochschule für Musik Detmold
- Ineinandergefügt (1972/1977). Eisen, 8 m hoch, 1977 vor dem Allwetterzoo Münster aufgestellt. Vergrößerte Fassung, ausgeführt durch Ludwig Dinnendahl, Neubeckum, einer 1972 entstandenen, 100 cm hohen Skulptur aus Kunstharzpressholz.[8]

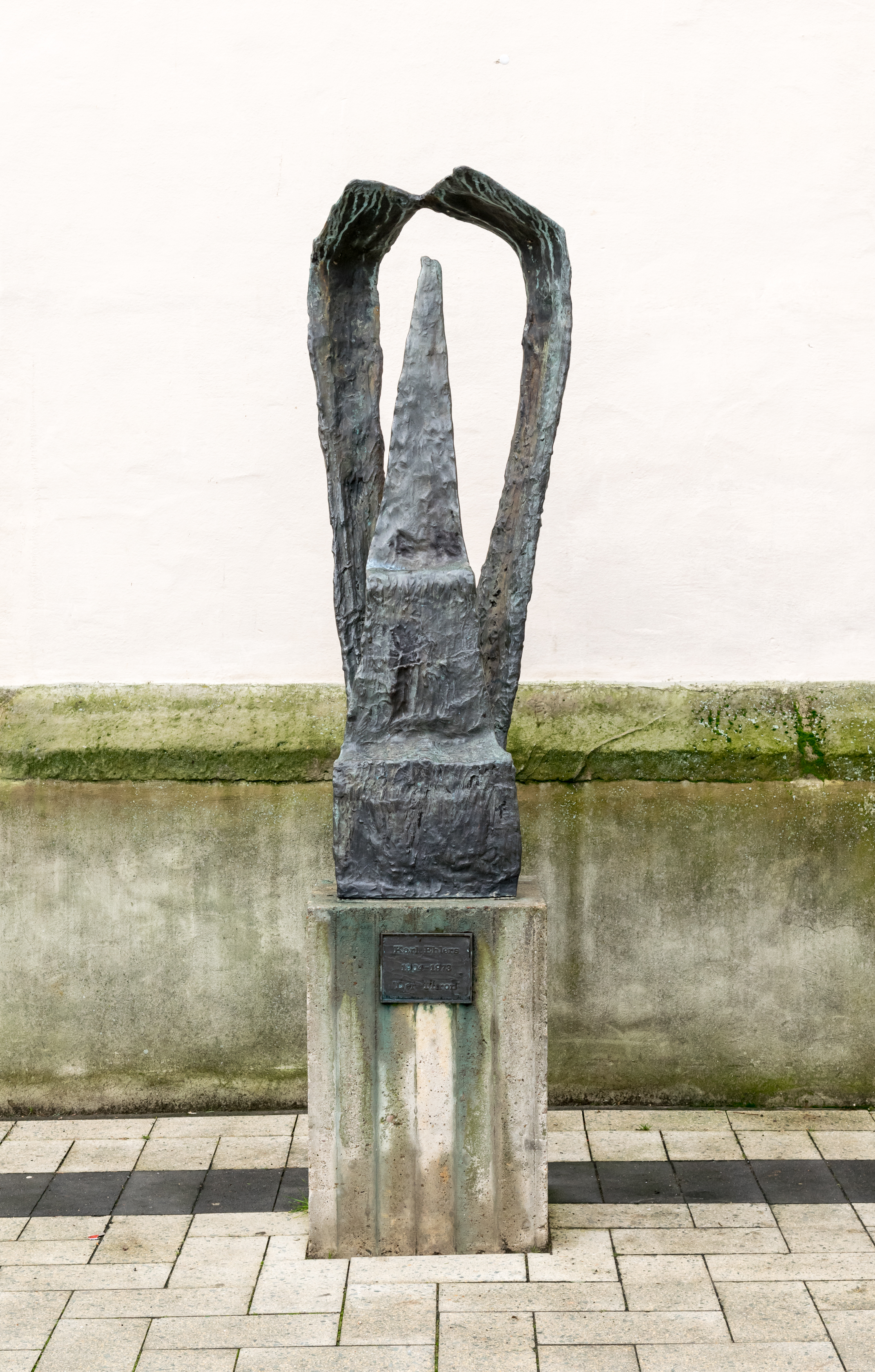
Thron (1961), Marktplatz Detmold
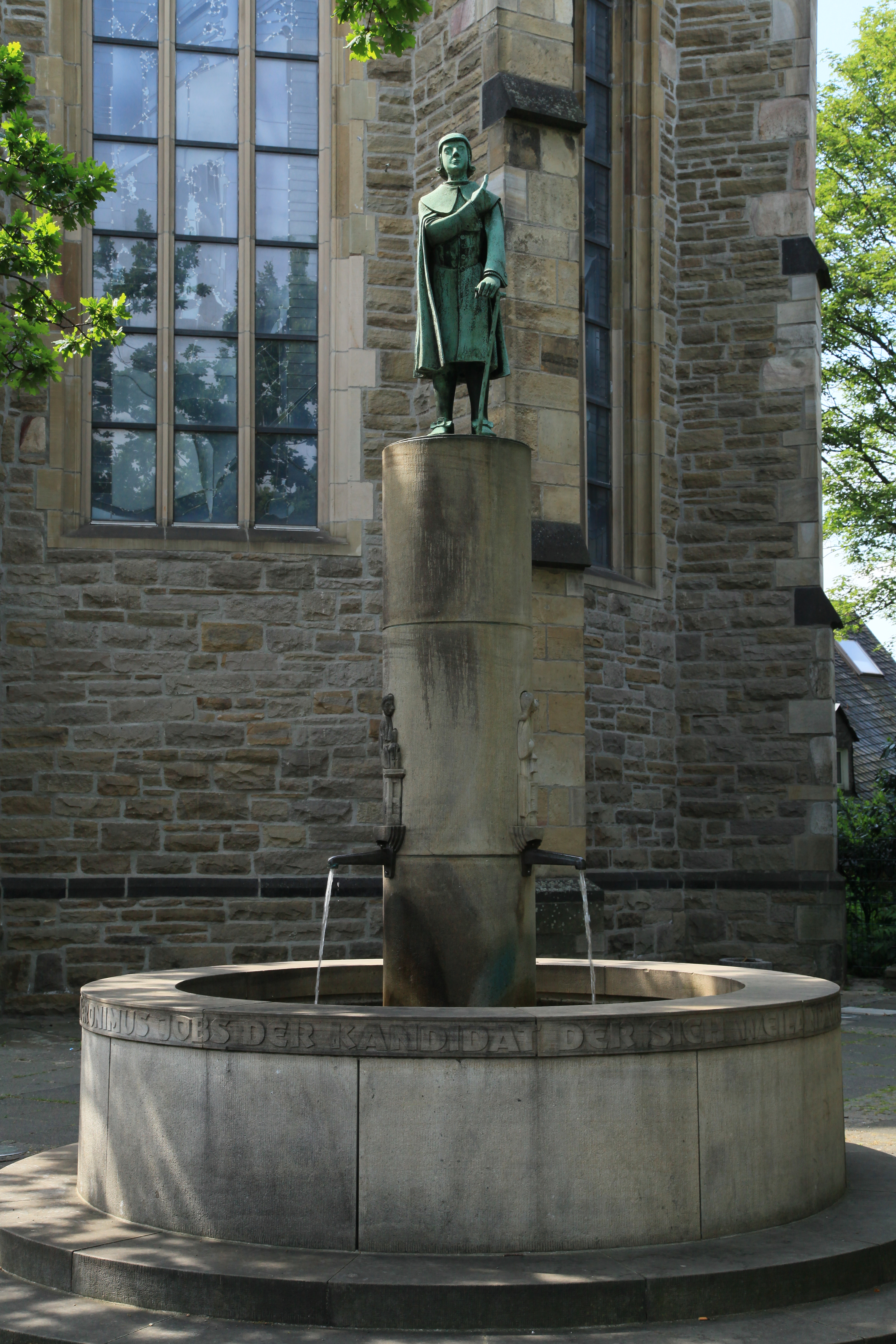
Kortum-Brunnen, Pastor-Barnstein-Platz, Mülheim an der Ruhr
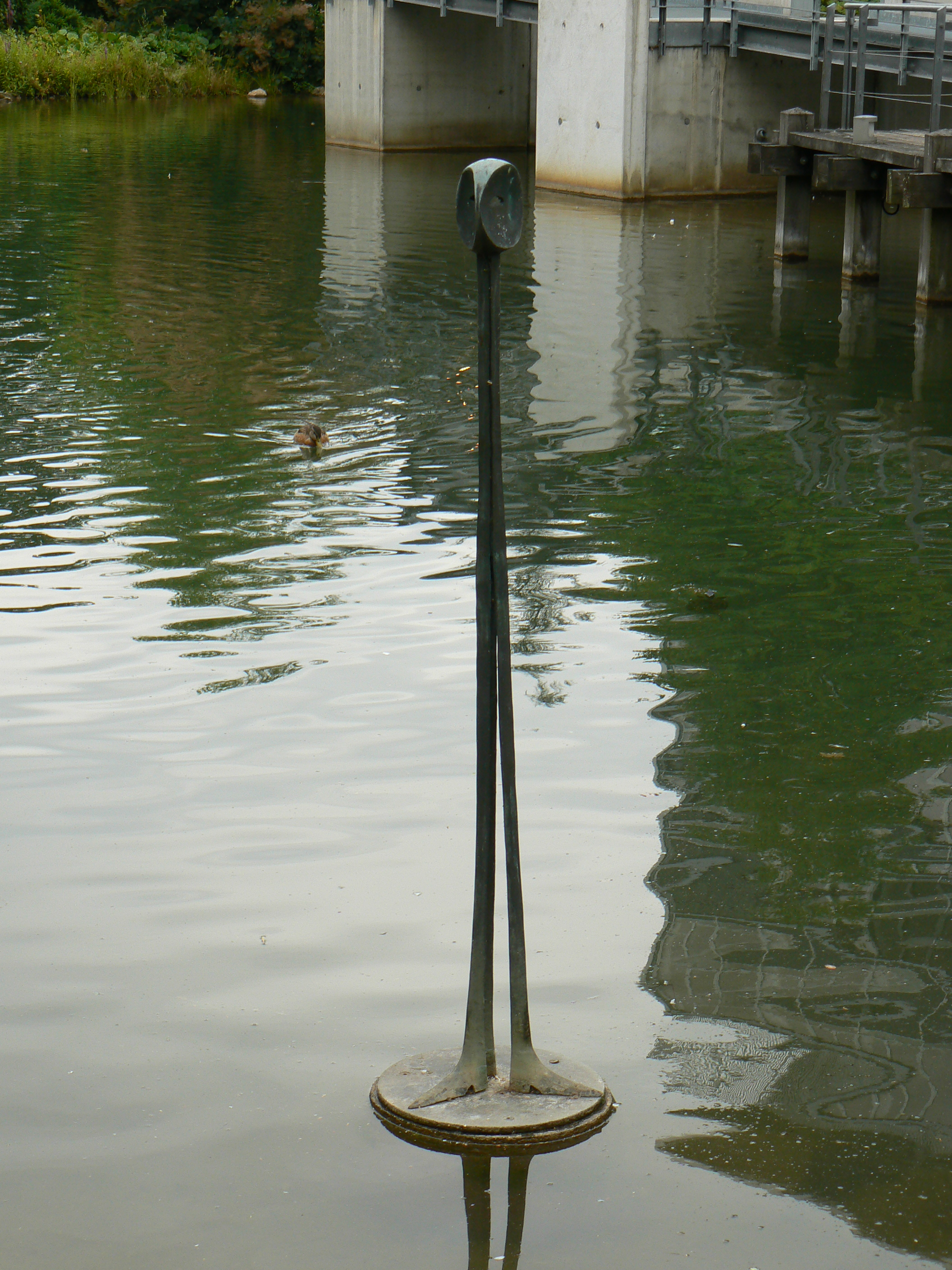
Skulptur in Marl

## Schüler
- Willi Dirx
- Heinz-Günter Prager